# Sam Hinds
Samuel Archibald Anthony Hinds, född 27 december 1943, är en guyansk politiker. Han var Guyanas president från 6 mars till 19 december 1997. Han var Guyanas premiärminister 9 oktober 1992–6 mars 1997, 19 december 1997–9 augusti 1999 och 11 augusti 1999–20 maj 2015.